# Trilha Transcarioca
A Trilha Transcarioca é uma trilha situada no município brasileiro do Rio de Janeiro, no estado do Rio de Janeiro. Com cerca de 180 km, cruza a cidade de leste a oeste, começando em Barra de Guaratiba e terminando no Morro da Urca. É considerada a maior trilha urbana de longo curso do Brasil e da América Latina.
Foi inaugurada no dia 11 de fevereiro de 2017, na época com 23 dos 25 trechos devidamente sinalizados e podendo ser percorridos pelos visitantes. No dia 6 de junho de 2017, o prefeito Marcelo Crivella assinou, no Morro da Urca, o decreto que reconhece a existência da Trilha Transcarioca.
A trilha havia sido idealizada em 2000 por Pedro da Cunha e Menezes em seu livro "Transcarioca: todos os passos de um sonho", respaldada em exemplos bem sucedidos de trilhas de longo curso como a Appalachian Trail (Estados Unidos), a Huella Andina (Argentina), a Hoerikwaggo Trail (África do Sul) e a Te Araroa Trail (Nova Zelândia). Com o seu estabelecimento, pretende-se que surja, no futuro, um corredor florestal entre os maciços da Tijuca e da Pedra Branca, ambos atravessados pela Trilha Transcarioca.

## Unidades de conservação

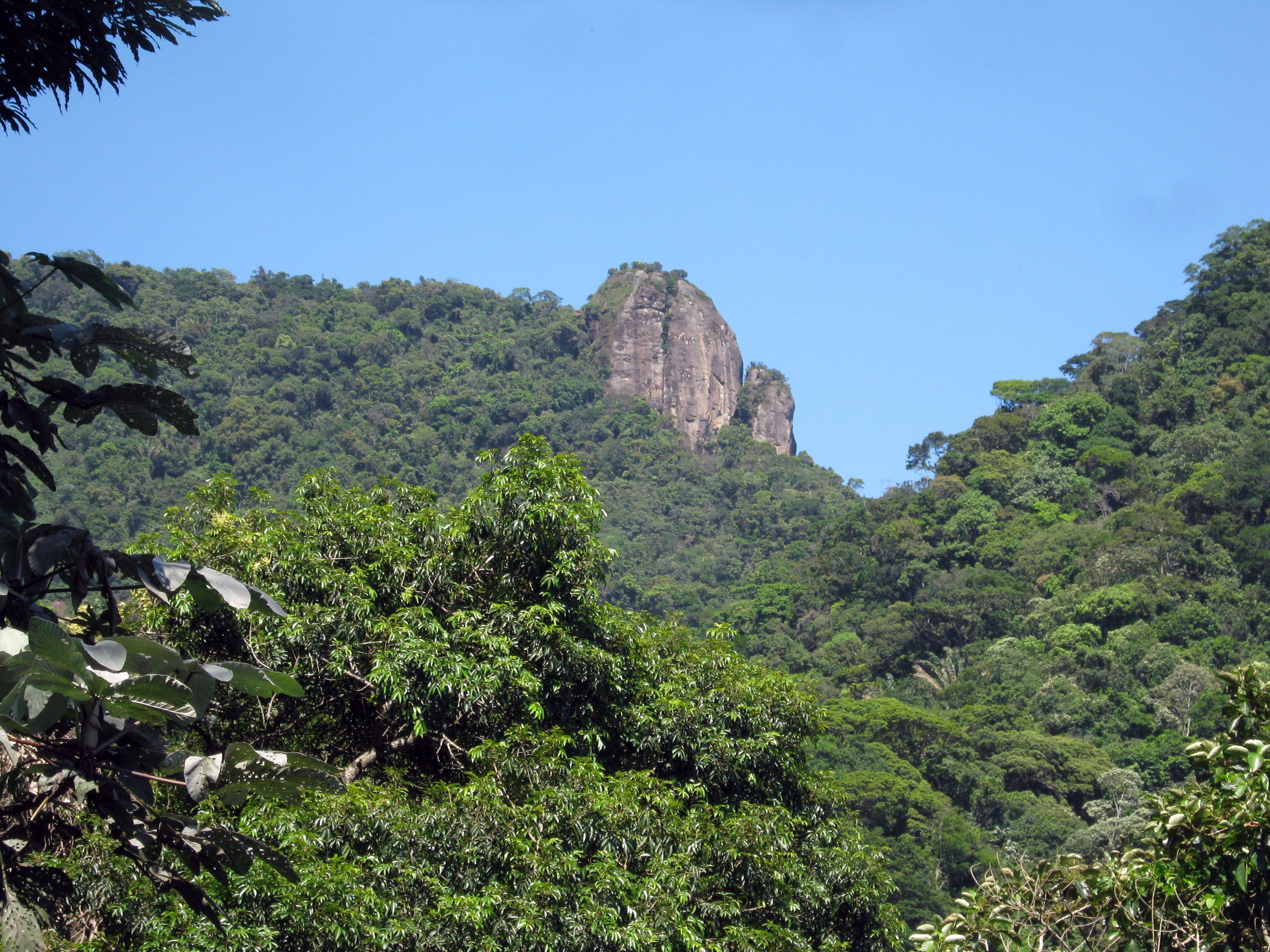
Vista do Parque Nacional da Tijuca, unidade de conservação que é atravessada pela Trilha Transcarioca.

A Trilha Transcarioca atualmente interliga nove unidades de conservação de proteção integral, das quais uma é classificada como monumento natural, uma como parque nacional, uma como parque estadual e seis como parque natural municipal. As unidades de conservação atravessadas pela trilha são listadas a seguir:
1. Parque Natural Municipal de Grumari
2. Parque Estadual da Pedra Branca
3. Parque Nacional da Tijuca
4. Parque Natural Municipal da Cidade
5. Parque Natural Municipal da Catacumba
6. Parque Natural Municipal Fonte da Saudade
7. Parque Natural Municipal José Guilherme Merquior
8. Parque Natural Municipal da Paisagem Carioca
9. Monumento Natural dos Morros do Pão de Açúcar e da Urca

## Trechos
A Trilha Transcarioca é dividida em 25 trechos, dos quais atualmente 23 estão devidamente sinalizados, que podem ser percorridos de forma independente. Os trechos sinalizados são listados a seguir, com informações a respeito da distância total, do tempo de percurso, do nível de dificuldade e dos pontos de interesse de cada um.

### Barra de Guaratiba x Grumari
- Nº: 01
- Distância total: 8,8 km
- Tempo de percurso (aprox.): 4 h
- Nível de dificuldade: Moderado

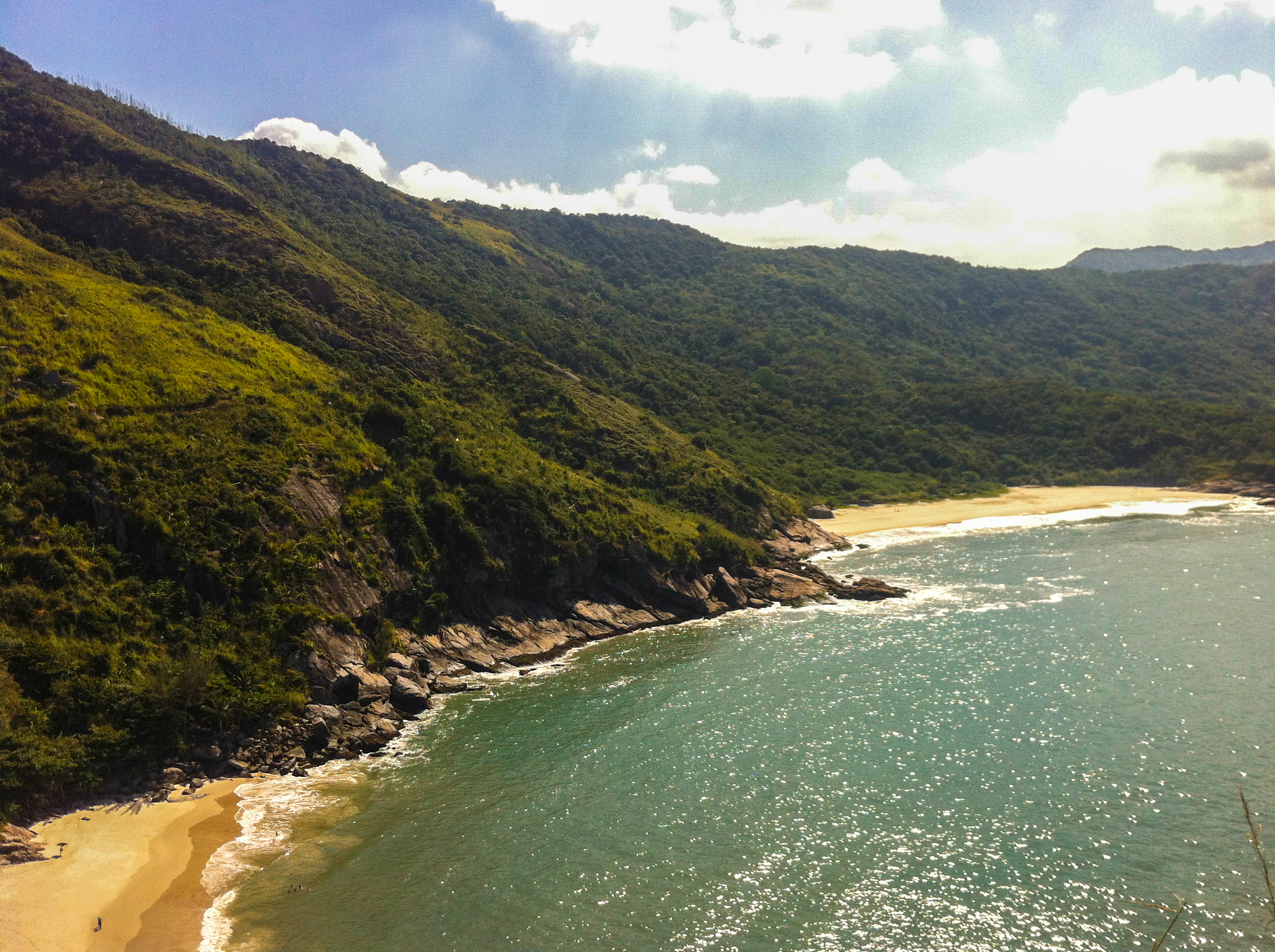
Praias do Meio (esq.) e do Perigoso (dir.) vistas da Pedra da Tartaruga.

- Pontos de interesse: Pedra da Tartaruga; Pedra do Telégrafo; Praia do Inferno; Praia do Meio; Praia do Perigoso; Praia Funda.

### Grumari x Grota Funda
- Nº: 02
- Distância total: 6,8 km
- Tempo de percurso (aprox.): 4 h
- Nível de dificuldade: Difícil
- Pontos de interesse: Calçamento colonial; Gruta da Bica; Mirante da Bica; Praia de Grumari.

### Grota Funda x Morgado
- Nº: 03
- Distância total: 4,5 km
- Tempo de percurso (aprox.): 3 h
- Nível de dificuldade: Moderado
- Pontos de interesse: Mirante da Toca Grande; Morro da Boa Vista; Morro do Francês; Pico do Morgado; Toca Grande; Toca Pequena.

### Morgado x Rio da Prata
- Nº: 04
- Distância total: 11,5 km
- Tempo de percurso (aprox.): 7 h
- Nível de dificuldade: Difícil
- Pontos de interesse: Alto da Bela Vista; Alto da Capelinha; Zona rural.

### Rio da Prata x Casa Amarela
- Nº: 05
- Distância total: 8 km
- Tempo de percurso (aprox.): 5 h
- Nível de dificuldade: Difícil
- Pontos de interesse: Alto do Mangalarga; Calçamentos coloniais; Casa Amarela; Jequitibá bicentenário; Nascentes/cachoeiras; Pico da Pedra Branca.

### Casa Amarela x Pau-da-Fome
- Nº: 06
- Distância total: 13,4 km
- Tempo de percurso (aprox.): 6 h
- Nível de dificuldade: Difícil
- Pontos de interesse: Açude do Camorim; Cachoeira do Camorim; Cachoeira Véu da Noiva; Casa Amarela; Pedra do Quilombo.

### Pau-da-Fome x Piraquara
- Nº: 07
- Distância total: 11,7 km
- Tempo de percurso (aprox.): 6 h
- Nível de dificuldade: Difícil

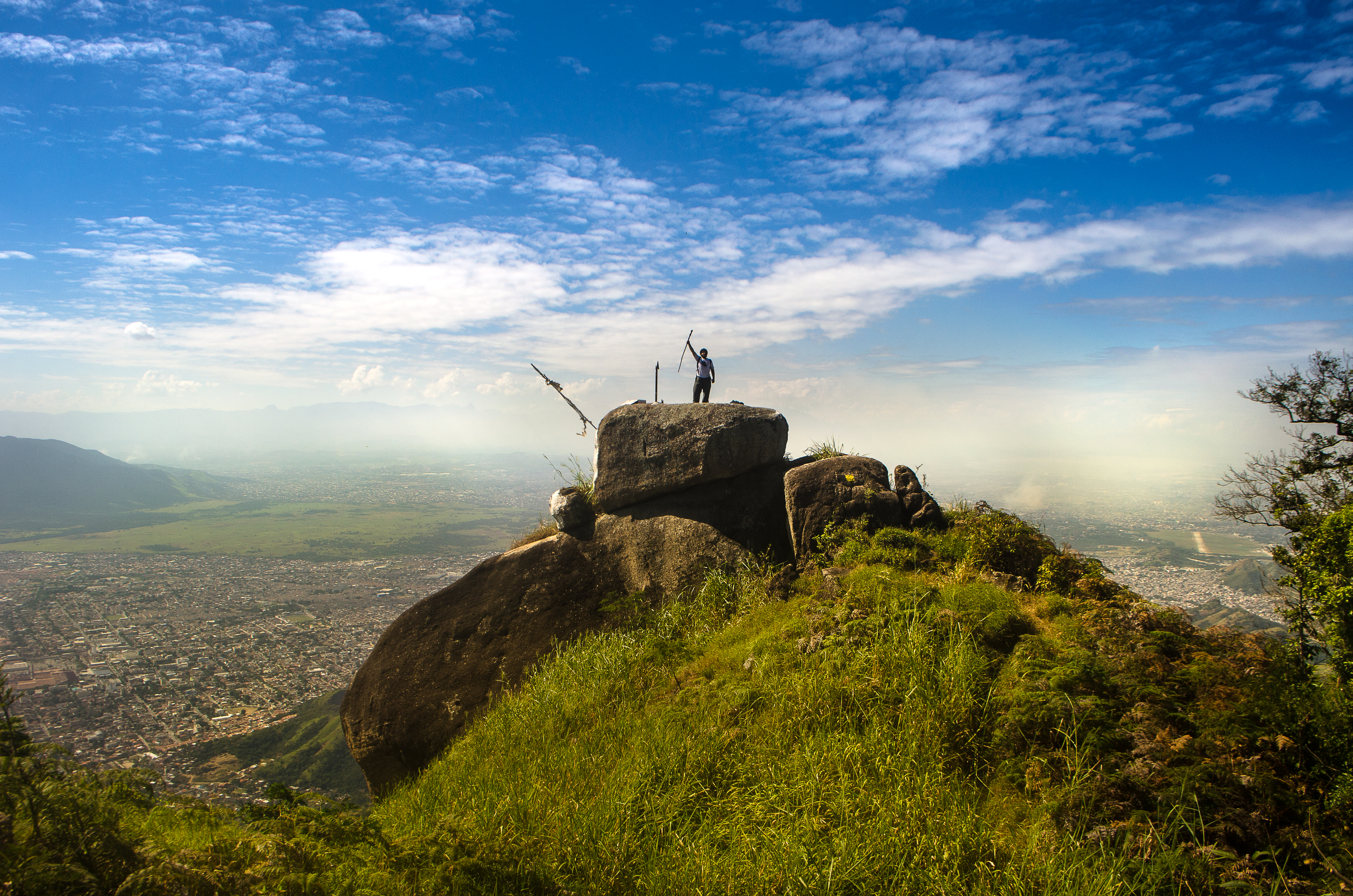
Pedra do Ponto.

- Pontos de interesse: Aqueduto do Barata; Casa de pedra; Mirante da Pedra do Ponto; Subsede Pau-da-Fome; Subsede Piraquara.

### Piraquara x Estrada dos Teixeiras
- Nº: 08
- Distância total: 4,6 km
- Tempo de percurso (aprox.): 3 h
- Nível de dificuldade: Moderado
- Pontos de interesse: Aqueduto do Barata; Mirante da Piraquara; Pedra do Osso; Pedra "Jesus Vem"; Pedra Rachada.

### Estrada dos Teixeiras x Aqueduto do Catonho
- Nº: 09
- Distância total: 7,3 km
- Tempo de percurso (aprox.): 5 h
- Nível de dificuldade: Difícil
- Pontos de interesse: Aqueduto do Catonho; Mirantes; Torres de energia.

### Represa dos Ciganos x Bom Retiro
- Nº: 11
- Distância total: 9,5 km
- Tempo de percurso (aprox.): 5 h
- Nível de dificuldade: Difícil

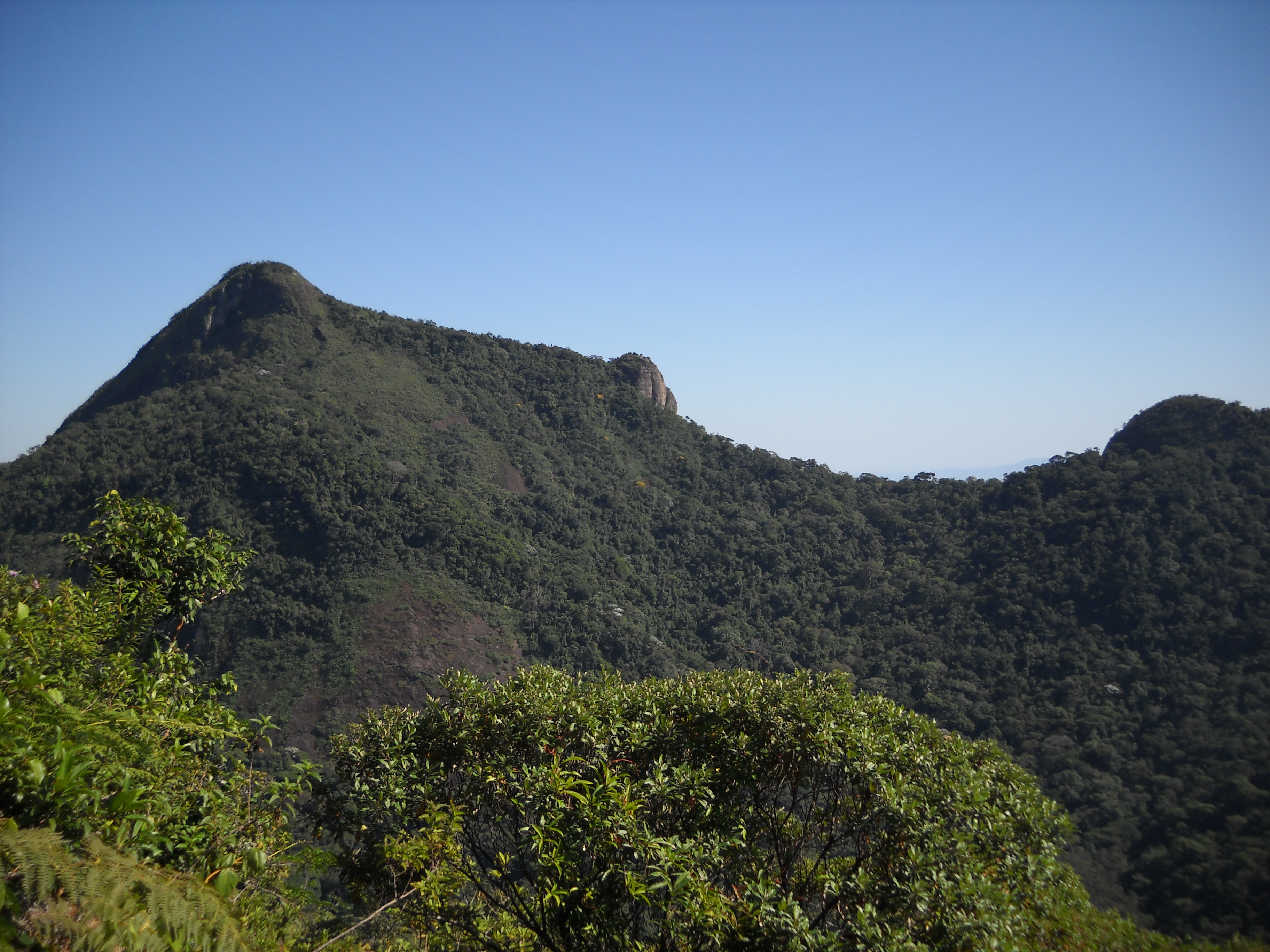
Picos da Tijuca (esq.) e da Tijuca Mirim (dir.).

- Pontos de interesse: Parque Nacional da Tijuca; Pico da Tijuca; Pico da Tijuca Mirim; Represa dos Ciganos; Ruínas da Fazenda Boa Vista.

### Bom Retiro x Centro de Visitantes
- Nº: 12
- Distância total: 6,6 km
- Tempo de percurso (aprox.): 4 h
- Nível de dificuldade: Moderado
- Pontos de interesse: Bico do Papagaio; Centro de visitantes do Parque Nacional da Tijuca; Gruta do Papagaio; Largo do Bom Retiro; Morro da Cocanha; Morro do Archer; Ponte pênsil.

### Centro de Visitantes x Portão da Floresta da Tijuca
- Nº: 13
- Distância total: 4,6 km
- Tempo de percurso (aprox.): 3 h
- Nível de dificuldade: Moderado

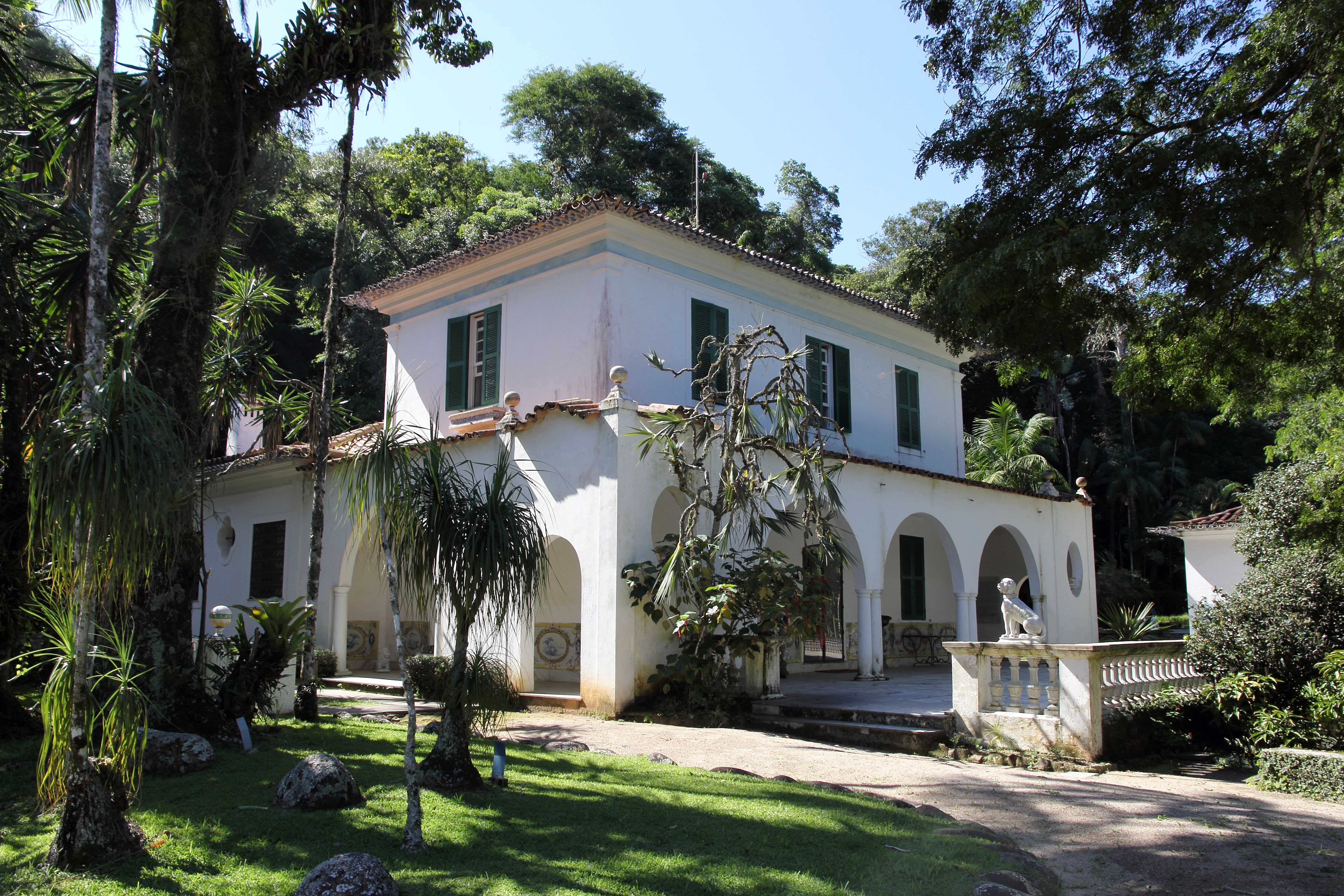
Museu do Açude.

- Pontos de interesse: Alto do Cruzeiro; Capela Mayrink; Cascatinha Taunay; Centro de visitantes do Parque Nacional da Tijuca; Mirante da Cascatinha; Museu do Açude.

### Portão da Floresta da Tijuca x Mesa do Imperador
- Nº: 14
- Distância total: 5,8 km
- Tempo de percurso (aprox.): 3 h
- Nível de dificuldade: Moderado
- Pontos de interesse: Alto do Morro do Queimado; Mesa do Imperador; Mirante da Freira; Pedra da Proa; Portão da Floresta da Tijuca.

### Mesa do Imperador x Vista Chinesa
- Nº: 15
- Distância total: 1,6 km
- Tempo de percurso (aprox.): 40 min
- Nível de dificuldade: Leve
- Pontos de interesse: Mesa do Imperador; Vista Chinesa.

### Vista Chinesa x Dona Castorina (+ Circuito Parque da Cidade)
- Nº: 16

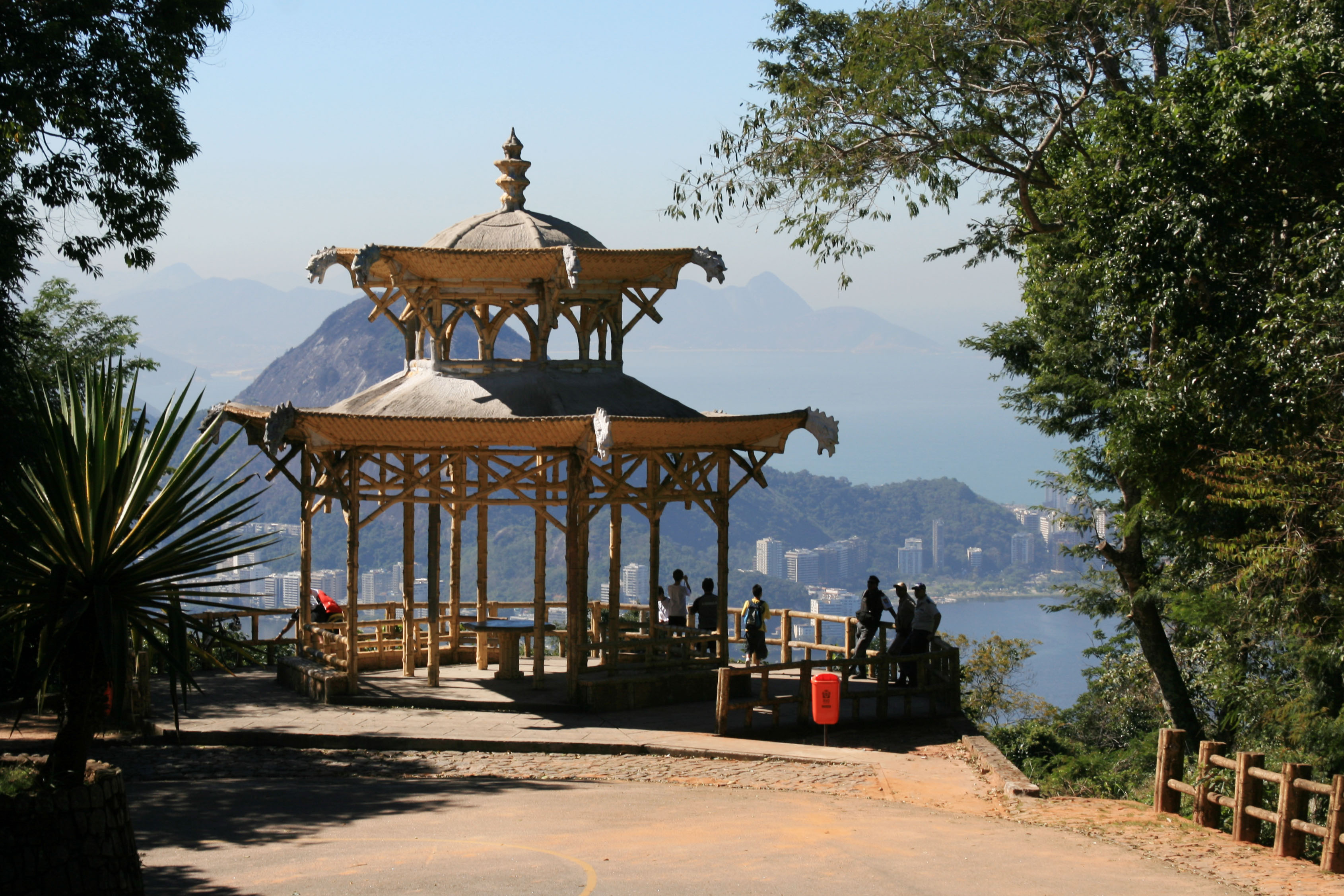
Vista Chinesa.

- Distância total: 3,5 km (+ 2,8 km)
- Tempo de percurso (aprox.): 2,5 h (+ 2 h)
- Nível de dificuldade: Moderado
- Pontos de interesse: Cachoeira da Imperatriz; Parque da Cidade; Solar da Imperatriz; Vista Chinesa.

### Dona Castorina x Primatas
- Nº: 17
- Distância total: 3,9 km
- Tempo de percurso (aprox.): 2,5 h
- Nível de dificuldade: Moderado
- Pontos de interesse: Cachoeira da Gruta; Cachoeira do Jequitibá; Cachoeira dos Primatas; Jequitibá centenário; Mirante do Horto.

### Primatas x Paineiras/Corcovado
- Nº: 18

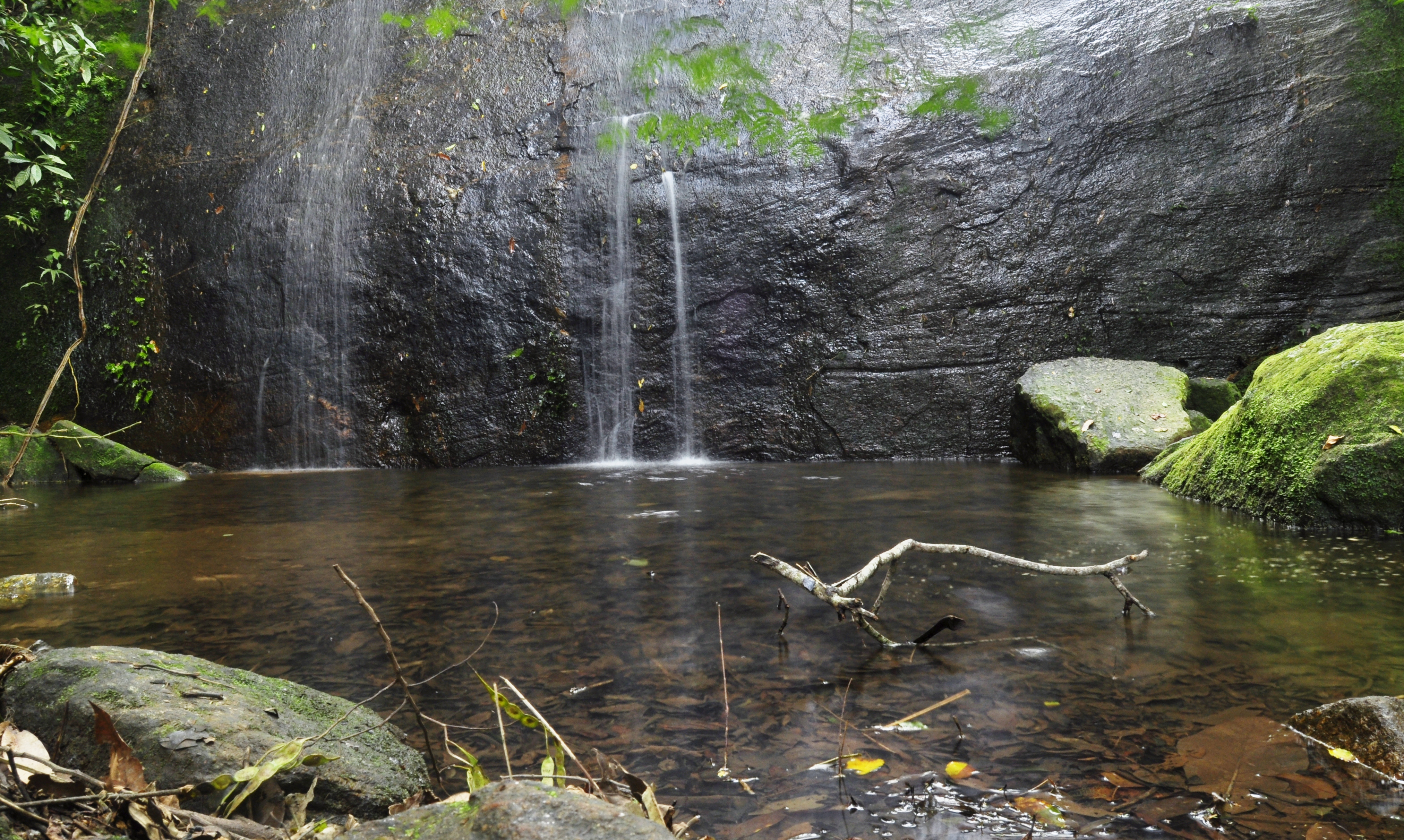
Cachoeira dos Primatas.

- Distância total: 4,2 km (+ 1,1 km até o Cristo Redentor)
- Tempo de percurso (aprox.): 2,5 h
- Nível de dificuldade: Moderado
- Pontos de interesse: Cachoeira dos Primatas; Centro de Visitantes das Paineiras; Cristo Redentor; Mirante da Lagoa.

### Paineiras/Corcovado x Parque Lage
- Nº: 19
- Distância total: 3,3 km (+ 1,1 km a partir do Cristo Redentor)
- Tempo de percurso (aprox.): 2,5 h
- Nível de dificuldade: Moderado
- Pontos de interesse: Cachoeiras; Centro de Visitantes das Paineiras; Cristo Redentor; Grutas; Mirantes; Parque Lage.

### Parque Lage x Parque da Catacumba
- Nº: 20
- Distância total: 4,3 km
- Tempo de percurso (aprox.): 1 h
- Nível de dificuldade: Leve

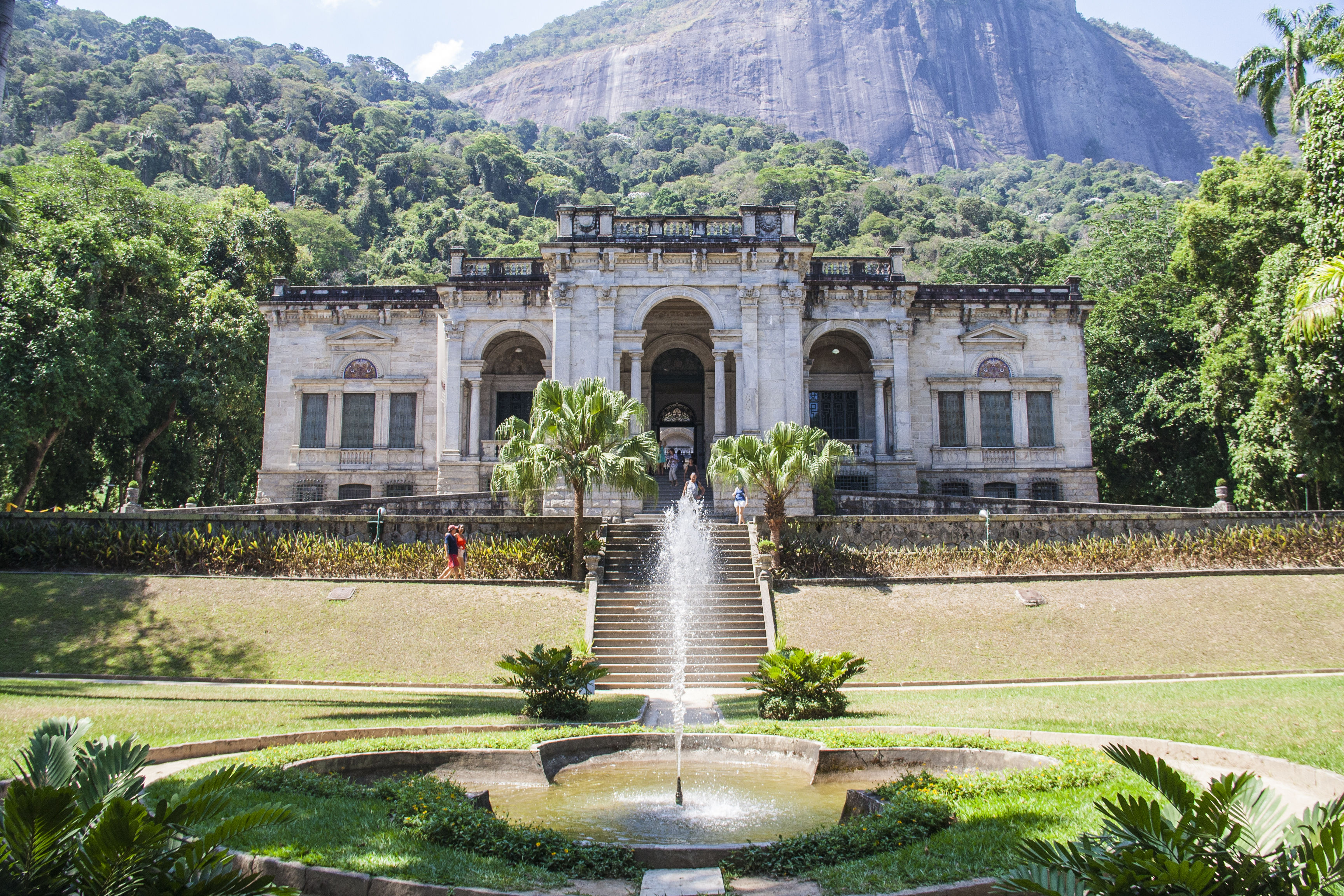
Palacete do Parque Lage.

- Pontos de interesse: Grutas; Lagoa Rodrigo de Freitas; Obras de arte ao ar livre; Parque da Catacumba; Parque Lage.

### Parque da Catacumba (Circuito)
- Nº: 21
- Distância total: 1,1 km
- Tempo de percurso (aprox.): 1 h
- Nível de dificuldade: Leve
- Pontos de interesse: Parque da Catacumba; Mirante da Sacopã; Mirante do Urubu; Obras de arte ao ar livre.

### Ladeira dos Tabajaras x Portão da Chacrinha
- Nº: 23
- Distância total: 2,6 km

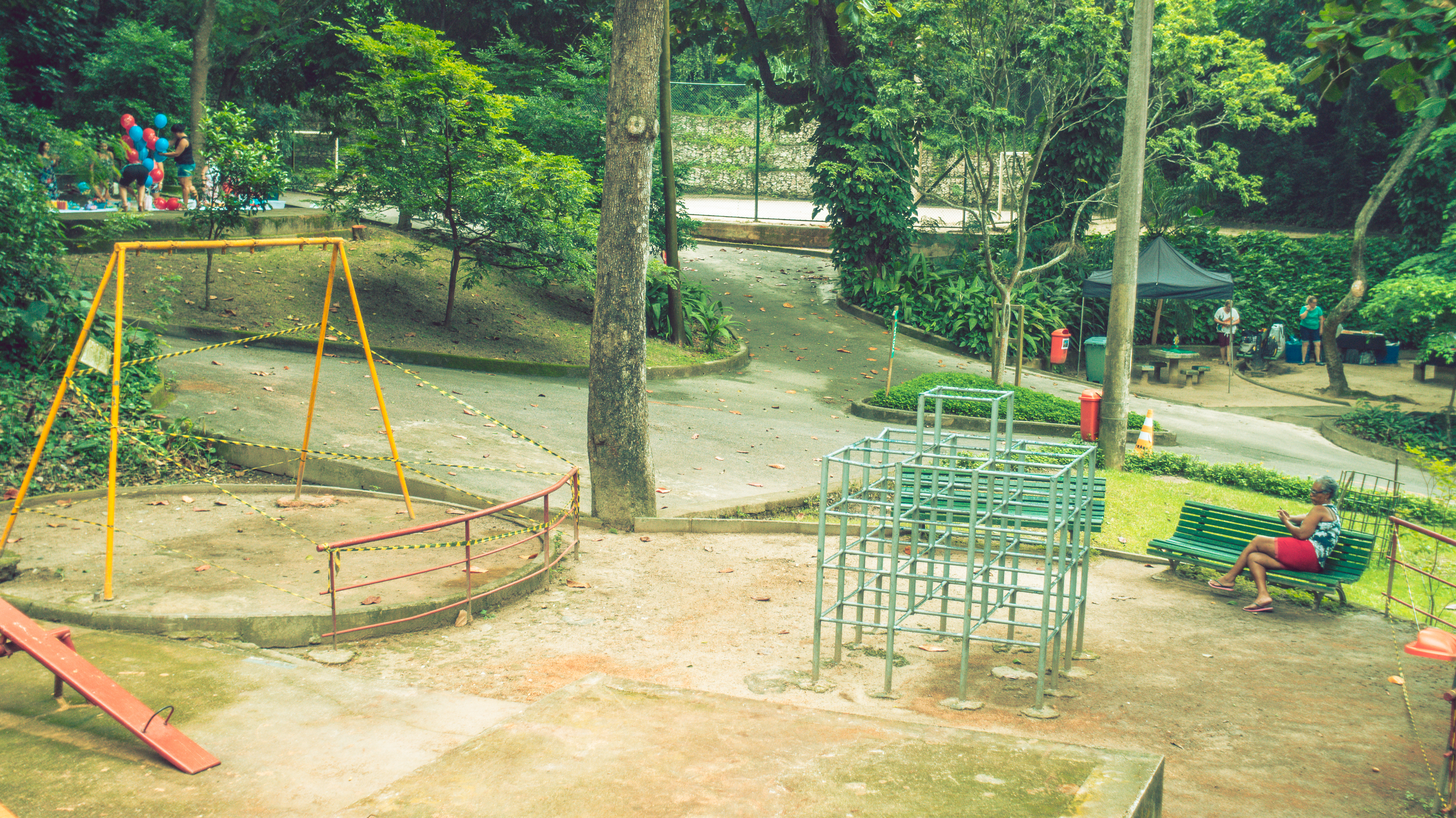
Parquinho infantil no Parque Estadual da Chacrinha.

- Tempo de percurso (aprox.): 1,5 h
- Nível de dificuldade: Leve
- Pontos de interesse: Mirantes; Parque Estadual da Chacrinha.

### Portão da Chacrinha x Praia Vermelha (+ Circuito Babilônia)
- Nº: 24
- Distância total: 3,3 km (+ 1,9 km)
- Tempo de percurso (aprox.): 3 h
- Nível de dificuldade: Moderado
- Pontos de interesse: Arco do Leme; Pico do Telégrafo; Praia Vermelha.

### Praia Vermelha x Morro da Urca
- Nº: 25
- Distância total: 1,9 km
- Tempo de percurso (aprox.): 1 h
- Nível de dificuldade: Leve
- Pontos de interesse: Mirante; Morro da Urca; Pista Cláudio Coutinho; Praia Vermelha.